# Мукорови
Мукоровите (Mucorales) са разред бързорастящи нисши гъби, включващ 12–13 семейства, 56 рода и приблизително 300 вида.

## Семейства
- Backusellaceae
- Chaetocladiaceae
- Choanephoraceae
- Cunninghamellaceae
- Gilbertellaceae
- Mucoraceae
- Mycotyphaceae
- Phycomycetaceae
- Pilobolaceae
- Radiomycetaceae
- Saksenaeaceae
- Syncephalastraceae
- Thamnidiaceae
- Umbelopsidaceae